# جوليان جينر
جوليان جينر (بالهولندية: Julian Jenner)‏ (28 فبراير 1984 بدلفت في هولندا - ) هو مدرب كرة قدم ولاعب كرة قدم هولندي في مركز الهجوم. شارك مع منتخب هولندا تحت 21 سنة لكرة القدم. أما مع النوادي، فقد لعب مع إي زد ألكمار وروت فايس آهلن وفيتيسه آرنهم ونادي ديوسجوري ونادي فيرينتسفاروشي وناك بريدا ونوتس كاونتي.

## وصلات خارجية
- جوليان جينر على موقع الاتحاد الأوربي (الإنجليزية)
- جوليان جينر على موقع قاعدة بيانات كرة القدم.إي يو (الإنجليزية)
- جوليان جينر على موقع Soccerbase.com (لاعب) (الإنجليزية)
- جوليان جينر على موقع Soccerway.com (الإنجليزية)
- جوليان جينر على موقع عالم كرة القدم.نت (الإنجليزية)